# 1776 a tudományban
Az 1776. év a tudományban és a technikában.

## Geológia
- James Keir felveti, hogy néhány kőzet, mint például a Óriások útján levők, vulkáni láva kikristályosodásai.

## Földrajztudomány
- Jeanne Baret, képzett botanikus, férfinak álcázva körülhajózta a Földet. (nőnek tilos volt ilyen expedíción részt vennie). Baret a szintén botanikus Philibert Commercon inasaként  utazott.

## Díjak
- Copley-érem: James Cook

## Születések
- február 4. - Gottfried Reinhold Treviranus természettudós († 1837)
- február 14. - Christian Gottfried Daniel Nees von Esenbeck botanikus († 1858)
- április 1. - Sophie Germain matematikus († 1831)
- augusztus 2. - Friedrich Strohmeyer kémikus, a kadmium felfedezője († 1835)
- augusztus 6. - Amedeo Avogadro kémikus († 1856)
- december 16. - Johann Wilhelm Ritter († 1810)

## Halálozások
- június 13. - William Battie pszichiáter (* 1703 vagy 1704)
- június 20. - Benjamin Huntsman feltaláló (* 1704)
- november 17. - James Ferguson csillagász (* 1710)